# Shlomo Mintz
Shlomo Mintz (hebräisch שלמה מינץ; * 30. Oktober 1957 in Moskau) ist ein israelischer Geiger, Bratschist und Dirigent. Er konzertiert mit zahlreichen namhaften Orchestern und Dirigenten und gibt weltweit Recitals und Kammerkonzerte, auch als Bratschist.

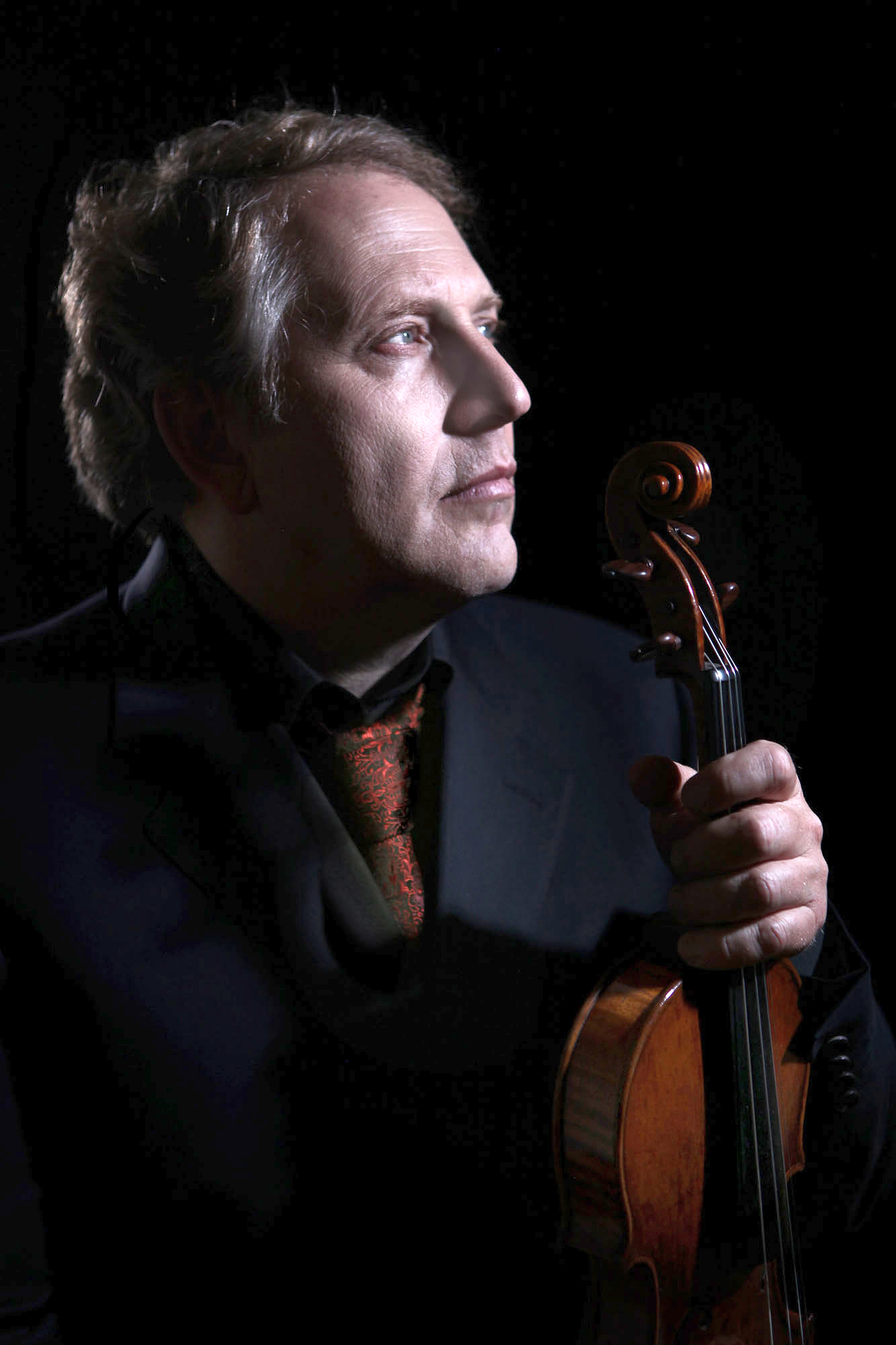
Shlomo Mintz

Für seine hervorragenden musikalischen Leistungen erhielt er mehrere Preise, wie den begehrten Premio Accademia Musicale Chigiana Siena, den Diapason d’or, den Grand Prix du Disque, den Gramophone Award und den Edison-Preis.
2006 wurde er von der Ben-Gurion-Universität im Negev in Beʾer Scheva, Israel, mit einer Ehrendoktorwürde ausgezeichnet.

## Biografie
Geboren 1957 in Moskau, emigrierte er mit seinen Eltern zwei Jahre später nach Israel. Bereits als Elfjähriger debütierte er mit dem Israel Philharmonic Orchestra unter Zubin Mehta und sprang kurz darauf in Paganinis 1. Violinkonzert für den erkrankten Itzhak Perlman ein. Mit 16 Jahren gab er sein Debüt in der Carnegie Hall in New York. Shlomo Mintz begann sein Studium bei der legendären Ilona Feher in Israel und setzte seine Ausbildung bei Dorothy Delay an der Juilliard School of Music in New York fort. Im Alter von 20 machte er eine Tour durch Europa mit namhaften Dirigenten wie Carlo Maria Giulini, Antal Dorati, und Eugene Ormandy. Er unterzeichnete auch einen Vertrag mit der Deutschen Grammophon.
Im Alter von 18 Jahren hat Shlomo Mintz angefangen zu dirigieren und seitdem namhafte Orchester geleitet, wie das Royal Philharmonic Orchestra (Großbritannien), das NHK-Sinfonieorchester (Japan) und das Israel Philharmonic Orchestra.
Von 1989 bis 1993 war er Chefdirigent des Israel Chamber Orchestra, und von 1994 bis 1998 war er Artistic Director und Principal Guest Conductor des Maastricht Symphony Orchestra.
Shlomo Mintz war Schirmherr des Keshet Eilon International Mastercourse in Israel von 1998 bis 2010, ein Sommerprogramm für hochbegabte junge Geigentalente aus aller Welt, und gibt Meisterkurse in der ganzen Welt.
Er ist ein vielgefragter Juror bei internationalen Wettbewerben. In der Schweiz ist er seit 2002 Artistic Director des Sion-Valais International Music Festival und war Präsident der Sion-Valais International Violin Competition von 2002 bis 2011.
Im Jahr 2012 feierte er sein 50. Jubiläum auf der Bühne.

## Diskografie
- Bach Sonatas & Partitas for Solo Violin BWV 1001 – 1006, Deutsche Grammophon
- Bartók 2 Portraits, Deutsche Grammophon
- Bartók Violin Concerto No. 1, RN
- Beethoven Violin Concerto, Beethoven Romance No. 1, Beethoven Romance No. 2, Deutsche Grammophon
- Brahms Complete Violin & Viola Sonatas, Avie Records and Magnatune
- Brahms Violin Concerto, Deutsche Grammophon
- Bruch Violin Concerto, Deutsche Grammophon (first recording together with Mendelssohn Violin Concerto)
- Debussy Violin Sonata in G, Ravel Violin Sonata in G, Franck Violin Sonata in A, Deutsche Grammophon
- Dvorak Violin Concerto, Deutsche Grammophon
- Fauré Violin Sonata No. 1 op. 13, Fauré Violin Sonata No. 2 op. 108, Deutsche Grammophon
- Israel Philharmonic 60th Anniversary Gala Concert, RCA Victor
- Kreisler Various Compositions, Deutsche Grammophon
- Lalo Symphonie Espagnole, Vieuxtemps Concerto No. 5, Saint-Saëns ‘Introduction et Rondo capricioso’, Deutsche Grammophon
- Mendelssohn Violin Concerto, Deutsche Grammophon (first recording, together with Bruch Violin Concerto)
- Mendelssohn Violin Sonata in F Minor, Deutsche Grammophon
- Mozart Sinfonia Concertante for Violin and Viola KV 364, RCA Victor
- Mozart The Five Violin Concertos, Sinfonia Concertante, Concertone, Avie Records (also on Magnatune)
- Paganini 24 Caprices for Solo Violin op. 1, Deutsche Grammophon
- Prokofiev Violin Concertos No. 1 & 2, Deutsche Grammophon
- Prokofiev Violin Sonata No. 1 op. 80, Prokofiev Violin Sonata No. 2 op. 94, Deutsche Grammophon
- Schostakowitsch Violin Sonata op. 134, Schostakowitsch Viola Sonata op. 147, Erato
- Sibelius Violin Concerto, Deutsche Grammophon
- Stravinsky Histoire du soldat, Valois
- Vivaldi The Four Seasons, Deutsche Grammophon
- Vivaldi Complete collection of Violin Concertos (10 Volumes), MusicMasters Classics.*